# Хатано, Ватару
Ватару Хатано (яп. 羽多野渉 Хатано Ватару, 13 марта 1982 года, префектура Нагано, уезд Хигаситикума, Асахи) — японский сэйю, певец и актёр. В 2008 году был награждён на «Seiyu Awards» как лучший начинающий сэйю.

## Роли в аниме
2001 год
- Yobarete Tobidete Akubi-chan (Кодайра Коити);

2003 год
- Галактические Железные Дороги [ТВ-1] (Эдвин Сильвер);

2004 год
- Гокусэн (Камэй-сэнсэй);
- Юмэрия (Томокадзу Микури);
- Учительский час (Аракава-сэнсэй);
- Фантастические дети (Солан);

2005 год
- Fushigi-boshi no Futago-hime (Тулуз);
- Небеса МАР (Хамельн);
- Василиск (Тикума Косиро);
- Animal Yokochou (Папа);

2006 год
- Перо ангела (Юто Накадзё);
- Добро пожаловать в Эн. Эйч. Кэй (Акито Судо (эп. 6-7));
- Shin Onimusha: Dawn of Dreams the Story (Роберто Фройс);
- Гостевой клуб лицея Оран (Касанода Рицу);

2007 год
- Денег нет! (Мисао Кубо);
- Достичь Терры [ТВ] (Сэм Хаустон);
- Мэйджор [ТВ-3] (Миядзаки);
- Наруто: Ураганные Хроники (Яхико)
- Священные звери [ТВ-2] (Ангел Юри);
- Синий Дракон (первый сезон) (Густав);
- Темнее чёрного [ТВ-1] (Джин);

2008 год
- Блассрейтер (Игорь);
- Инари в нашем доме (Гёкуё (парень));
- Монохромный Фактор (Сюити Вагацума);
- Секрет Харуки Ногидзаки [ТВ-1] (Юто Аясэ);
- Холм в багряных сумерках [ТВ] (Дзюнъити Нагасэ);

2009 год
- 07-Ghost (Харусэ);
- Рыцари Зодиака OVA-4 (Бяку);
- Холм в багряных сумерках OVA (Дзюнъити Нагасэ);
- Fairy Tail (Гажилл Редфокс);
- Секрет Харуки Ногидзаки [ТВ-2] (Юто Аясэ);
- Достучаться до тебя [ТВ-1] (Тору Санада);
- Kuuchuu Buranko (Хироми Ясукава (эп. 9));
- Tailenders (Сиро Томоэ);

2010 год
- Истории мечей (Сирасаги Манива);
- Sex Pistols (Сиро Фудзивара);

2011 год
- Hunter x Hunter (Пуф)

2012 год
- Jormungand (Люц);
- Papa no Iukoto o Kikinasai! (Юта Сэгава);

2014 год
- Mikakunin de Shinkoukei (Хакуя Мицуминэ);

2015 год
- Dance with Devils

2016 год
- Bungo Stray Dogs (Мотодзиро Кадзи)

2022 год
- Bibliophile Princess (Теодор Уоррен Ашлард)
- Reincarnated as a Sword (Климт)

## Роли в играх
- Sweet Pool (Сакияма Ёдзи)
- Lamento ~Beyond the Void~ (Асато)
- Nessa no Rakuen (Карим)
- Hiiro no Kakera 3 Soukoku no Kusabi (Кетер)
- D.S. Girl’s Symphony (Кэи Синомия)
- Cho MOTEki – Watashi Doushitaraii? (Сёхэй)
- STORM LOVER 『Daydream Labyrinth』 (Уцуги Юто)
- S.Y.K. ~Shinsetsu Saiyuki~ (Годзё)
- Arknights (Chiave)
- Bungo and Alchemist (Риити Ёкомицу)